# Star Walkin'
Star Walkin' è un singolo del rapper statunitense Lil Nas X, pubblicato il 22 settembre 2022.

## Descrizione
Il brano è stato scritto da Lil Nas X, Omer Fedi, Henry Walter (in arte Cirkut) e Atia "Ink" Boggs, e prodotto dall'interprete insieme a Cirkut. È la sigla ufficiale dell'annuale Campionato mondiale di League of Legends.

## Video musicale
Il video musicale di Star Walkin', diretto da Wesley Louis, è stato pubblicato in concomitanza con l'uscita del singolo digitale. Realizzata come un anime, la clip mostra una serie di personaggi sulla via per il campionato a San Francisco coinvolti in varie situazioni che si possono ritrovare nel gioco.

## Tracce
Testi e musiche di Montero Hill, Omer Fedi, Henry Walter e Atia "Ink" Boggs.
1. Star Walkin' (League of Legends Worlds Anthem) – 3:30

## Classifiche

### Classifiche settimanali
| Classifica (2022-23) | Posizione massima |
| -------------------- | ----------------- |
| Australia            | 21                |
| Austria              | 26                |
| Belgio (Fiandre)     | 26                |
| Belgio (Vallonia)    | 8                 |
| Bielorussia          | 4                 |
| Bulgaria             | 2                 |
| Canada               | 17                |
| Danimarca            | 16                |
| Estonia              | 6                 |
| Francia              | 18                |
| Germania             | 25                |
| Grecia               | 9                 |
| Irlanda              | 53                |
| Italia               | 44                |
| Kazakistan           | 11                |
| Lituania             | 22                |
| Lussemburgo          | 15                |
| Norvegia             | 27                |
| Nuova Zelanda        | 38                |
| Paesi Bassi          | 28                |
| Portogallo           | 27                |
| Regno Unito          | 40                |
| Repubblica Ceca      | 15                |
| Russia               | 8                 |
| Singapore            | 28                |
| Slovacchia           | 15                |
| Spagna               | 96                |
| Stati Uniti          | 32                |
| Svezia               | 29                |
| Svizzera             | 25                |
| Ucraina              | 67                |
| Ungheria             | 38                |
| Vietnam              | 43                |

### Classifiche di fine anno
| Classifica (2022) | Posizione |
| ----------------- | --------- |
| Belgio (Fiandre)  | 193       |
| Belgio (Vallonia) | 132       |
| Classifica (2023) | Posizione |
| Bielorussia       | 4         |
| Canada            | 61        |
| Estonia           | 38        |
| Francia           | 68        |
| Germania          | 97        |
| Kazakistan        | 25        |
| Russia            | 6         |
| Ucraina           | 190       |
| Classifica (2024) | Posizione |
| Bielorussia       | 172       |